# أنطوان مازيراك
أنطوان مازيراك (بالهولندية: Toine Mazairac) مواليد 24 مايو 1901 في روسيندال - الوفاة 1 سبتمبر 1966 في دورتموند، ألمانيا الغربية، كان دراج هولندي. سبق أن شارك في دورة الألعاب الأولمبية الصيفية وفاز بميدالية أولمبية.

## الميداليات
| الميدالية | المسابقة                       |
| --------- | ------------------------------ |
| فضية      | الألعاب الأولمبية الصيفية 1928 |

## روابط خارجية
- أنطوان مازيراك على موقع أرشيف الدراجات (الإنجليزية)
- أنطوان مازيراك على موقع أوليمبيديا (الإنجليزية)
- profile